# Humaid bin Rashid Al Nuaimi
Jeque Humaid bin Rashid al-Nuaimi (en árabe: شيخ حميد بن راشد النعيمي) nació en 1931 y es el emir de Ajmán (uno de los siete emiratos que componen la federación de los Emiratos Árabes Unidos). Bajo su mando se ha dado un desarrollo masivo de construcciones en Ajman en los últimos años.

## Biografía
Creció y se educó en Dubái entre los años 1940 y 1950 para, después, proseguir sus estudios universitarios en El Cairo. A comienzos de 1970 comenzó a participar en la vida política del estado y cuando Ajman se unió a la federación de los Emiratos en diciembre de 1971, Humaid bin Rashid Al Nuaimi fue llamado como segundo gobernador. Comenzó su reinado efectivo en 1981.
En marzo de 2009, el emir se reunió con Manuel Ruiz de Lopera en Marbella para la negociación de la venta del Real Betis al monarca emiratí. La oferta inicial fue de 90 millones de euros por el paquete mayoritario de acciones de Lopera y terminar el estadio del club. El 24 de marzo de 2009, el emir, mediante un comunicado de su representante, reconoció el interés por comprar el club de Heliópolis y aseguró que habrá una nueva reunión en Londres a principios de abril para cerrar el acuerdo.